# Polypodium leiorhizum
Polypodium leiorhizum là một loài dương xỉ trong họ Polypodiaceae. Loài này được Wall. mô tả khoa học đầu tiên năm 1828.
Danh pháp khoa học của loài này chưa được làm sáng tỏ. 